# Fibrose néphrogénique systémique
 (janvier 2022).
La mise en forme du texte ne suit pas les recommandations de Wikipédia : il faut le « wikifier ».
Les points d'amélioration suivants sont les cas les plus fréquents :
- Les titres sont pré-formatés par le logiciel. Ils ne sont ni en capitales, ni en gras.
- Le texte ne doit pas être écrit en capitales (les noms de famille non plus), ni en gras, ni en italique, ni en « petit »…
- Le gras n'est utilisé que pour surligner le titre de l'article dans l'introduction, une seule fois.
- L'italique est rarement utilisé : mots en langue étrangère, titres d'œuvres, noms de bateaux, etc.
- Les citations ne sont pas en italique mais en corps de texte normal. Elles sont entourées par des guillemets français : « et ».
- Les listes à puces sont à éviter, des paragraphes rédigés étant largement préférés. Les tableaux sont à réserver à la présentation de données structurées (résultats, etc.).
- Les appels de note de bas de page (petits chiffres en exposant, introduits par l'outil «  Source ») sont à placer entre la fin de phrase et le point final[comme ça].
- Les liens internes (vers d'autres articles de Wikipédia) sont à choisir avec parcimonie. Créez des liens vers des articles approfondissant le sujet. Les termes génériques sans rapport avec le sujet sont à éviter, ainsi que les répétitions de liens vers un même terme.
- Les liens externes sont à placer uniquement dans une section « Liens externes », à la fin de l'article. Ces liens sont à choisir avec parcimonie suivant les règles définies. Si un lien sert de source à l'article, son insertion dans le texte est à faire par les notes de bas de page.
- La présentation des références doit suivre les conventions bibliographiques. Il est recommandé d'utiliser les modèles {{Ouvrage}}, {{Chapitre}}, {{Article}}, {{Lien web}} et/ou {{Bibliographie}}. Le mode d'édition visuel peut mettre en forme automatiquement les références.
- Insérer une infobox (cadre d'informations à droite) n'est pas obligatoire pour parachever la mise en page.

Pour une aide détaillée, merci de consulter Aide:Wikification.
Si vous pensez que ces points ont été résolus, vous pouvez retirer ce bandeau et améliorer la mise en forme d'un autre article.
 Mise en garde médicale
La fibrose néphrogénique systémique ou fibrose induite par le gadolinium est un syndrome impliquant une fibrose de la peau et des organes internes, causée par l'exposition au gadolinium dans les agents de contraste pour l'IRM à base de gadolinium (GBCA) chez les patients ayant une fonction rénale défectueuse,.

## Signes et symptômes
Les caractéristiques cliniques de la fibrose néphrogénique systémique (FNS) se développent quelques jours à quelques mois après l'exposition à l'agent de contraste IRM à base de gadolinium (GBCA). Les principaux symptômes sont l'épaississement et le durcissement de la peau parfois associés à des exanthèmes (rougeurs), parfois à une sensation de chaleur cutanée ou d'une hyperpigmentation, et se présentant généralement de manière symétrique. La peau devient progressivement fibreuse et adhère au fascia sous-jacent,. De nombreux organes peuvent être impactés, comme le cœur (myocarde), le diaphragme, la plèvre, le péricarde et les reins, ainsi que les poumons, le foie, et le cerveau.

## Causes
La fibrose néphrogénique systémique (NSF) est une maladie iatrogène causée par l'exposition à des agents de contraste à base de gadolinium utilisés en IRM.

## Facteurs de risque
L'insuffisance rénale réduit la clairance des agents de contraste IRM à base de gadolinium (GBCA) et est le principal facteur de risque de développement de la fibrose néphrogénique systémique (FNS). L'étiologie ou la durée de l'insuffisance rénale ne semblent pas être pertinentes, mais le risque de FNS dépend fortement de la fonction rénale résiduelle. Des cas de FNS ont été identifiés chez des patients atteints d'insuffisance rénale chronique de stade 3-5, mais la FNS se développe également chez des patients présentant une insuffisance rénale aiguë, même si la fonction rénale est redevenue normale par la suite après l'administration de GBCA,. Ainsi, la FNS doit être considérée comme un diagnostic différentiel chez tout patient ayant été exposé à un GBCA, quel que soit le niveau de fonction rénale.
Le gadodiamide (en), le gadopentétate diméglumine et le gadoversétamide (en) sont les principaux GBCA causes de FNS mais des cas ont été reportés avec la majorité des GBCA sur le marché, y compris macrocycliques. Des doses élevées d'administrations individuelles de GBCA et des doses cumulées élevées de GBCA au cours de la vie des patients atteints d'insuffisance rénale sont associées à un risque accru de FNS.

## Mécanisme
La déchélation de Gd(III) est responsable de la toxicité associée aux complexes de gadolinium tels que les GBCA. La déchélation semble être une conséquence de la transmétallation des chélates par Zn2+, Cu2+ et Ca2+ in vivo,. Cette hypothèse est étayée par des expériences de toxicité aiguë, qui montrent que malgré une fourchette de cinquante fois les valeurs de dose létale pour quatre complexes de Gd(III), tous deviennent mortellement toxiques lorsqu'ils libèrent exactement la même quantité de Gd(III). Elle est également étayée par des expériences de toxicité subchronique chez les rongeurs, qui démontrent un ensemble de résultats macroscopiques et microscopiques similaires à ceux connus pour être causés par une carence en Zn2+.

## Diagnostic
Le diagnostic clinicopathologique se fait sur la présentation et les résultats histologiques (notamment analyse élémentaire d'une biopsie cutanée au spectromètre de masse).

### Pathologie microscopique
Microscopiquement, la FNS est une prolifération de fibroblastes dermiques et de cellules dendritiques, des faisceaux de collagène épaissis, une augmentation des fibres élastiques et des dépôts de mucine. Des rapports de cas plus récents ont décrit la présence de corps sclérosés (également appelés boules élastocollagènes) dans des biopsies cutanées de patients atteints de FNS. Bien qu'elle ne soit pas universellement présente, cette découverte est considérée comme unique aux patients exposés au gadolinium, bien qu'elle ne soit pas nécessairement limitée aux zones impliquées par la FNS,,.

## Prévention
La seule mesure de prévention connue est la non-utilisation ou l'utilisation prudente des GBCA chez les patients ayant une fonction rénale altérée, et l'utilisation préférentielle des produits macrocycliques, plus stables. Il est recommandé d'effectuer la dialyse immédiatement après l'examen IRM pour les patients déjà dialysés, mais il n'y a pas de preuve que l'introduction de la dialyse chez les patients non dialysés empêche la FNS. Le dépistage de l'insuffisance rénale effectué en routine réduit considérablement l'incidence de la FNS, les cas étant souvent causés par une insuffisance rénale aigüe (ex. : néphrite interstitielle causée par le GBCA) ou à une insuffisance rénale chronique inconnue.

## Traitement
Le traitement le plus efficace est la restauration de la fonction rénale par le traitement du processus pathologique sous-jacent : le rétablissement d'une insuffisance rénale aiguë (IRA) ou la réalisation d'une greffe de rein peuvent ralentir ou empêcher la progression de la FNS. Quelques cas de transplantations rénales curatives ont été rapportés et il convient d'envisager la transplantation comme traitement.

## Épidémiologie
La FNS affecte indifféremment du sexe et de l'origine ethnique.

## Histoire
Cette affection était à l'origine appelée « dermopathie fibrosante néphrogénique » car au départ, seule une atteinte cutanée chez les patients présentant une insuffisance rénale a été observée, et plus tard rebaptisée « fibrose néphrogénique systémique » pour décrire sa nature systémique. Le terme « fibrose systémique associé au gadolinium ou induit par » a également été proposé pour refléter le fait qu'une altération de la fonction rénale n'est pas en soi la cause de la FNS.
Les premiers cas de FNS ont été identifiés en 1997, mais elle n'a été décrit pour la 1re fois comme une entité pathologique indépendante qu'en 2000. En 2006, le lien entre la FNS et les produits de contraste IRM à base de gadolinium est démontré,,. En conséquence, des restrictions sur l'utilisation des GBCA chez les patients ayant un débit de filtration glomérulaire estimé (une mesure de la fonction rénale) inférieure à 60 et en particulier inférieure à 30 ml/min par 1,73 m2 ont été recommandées.
Après plusieurs années de controverse, au cours desquelles jusqu'à cent patients danois ont été intoxiqués au gadolinium après l'utilisation de l'agent de contraste Omniscan, la société pharmaceutique norvégienne Nycomed a admis qu'elle était consciente des dangers liés à l'utilisation d'agents à base de gadolinium, dont son produit.
L'Agence européenne des médicaments (AEM) a recommandé la suspension de l'autorisation pour le gadodiamide (Omniscan) et l'acide gadopentétique (en) en intraveineux (Magnevist) en 2017.